# Attelwil

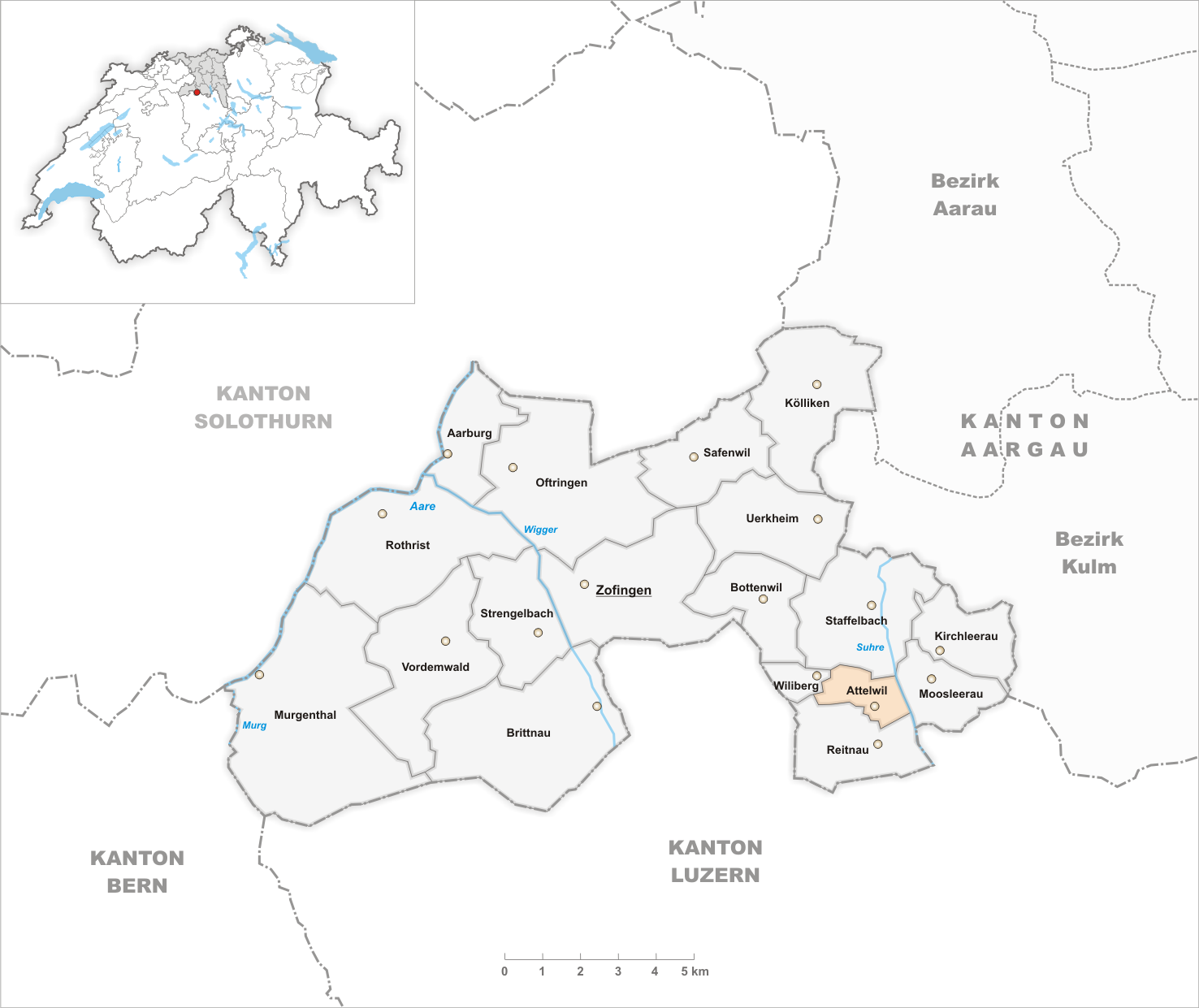
Gemeindestand vor der Fusion am 1. Januar 2019

Attelwil (in einheimischer Mundart: [ˌɑtˑəˈʋiːu̯]) ist ein Dorf in der Gemeinde Reitnau im Schweizer Kanton Aargau. Es liegt im oberen aargauischen Suhrental. Bis zum 31. Dezember 2018 war Attelwil eine eigene Einwohnergemeinde im Bezirk Zofingen. Am 1. Januar 2019 fusionierte Attelwil mit Reitnau.

## Geographie
Das Dorf liegt am westlichen Rand der völlig flachen Talebene auf einer Seitenmoräne. Diese entstand während der Würmeiszeit beim Rückzug des Reussgletschers. Die Suhre bildete die östliche Gemeindegrenze und wurde Mitte der 1920er Jahre begradigt, als man den ausgedehnten Sumpf in der Ebene trockenlegte. Im Westen erhebt sich der 643 Meter hohe Hornig. Dieser geht über in den 679 Meter hohen Tannholzberg, der natürlichen Grenze zum Uerkental.
Die Fläche des Gemeindegebiets betrug 222 Hektaren, davon sind 75 Hektaren bewaldet und 30 Hektaren überbaut. Nachbargemeinden waren Staffelbach im Norden, Moosleerau im Osten, Reitnau im Süden und Wiliberg im Westen.

## Geschichte
Obwohl das Dorf bereits im 8. oder 9. Jahrhundert von den Alamannen gegründet worden war, ist der Ortsname erst relativ spät überliefert: Erstmals im Habsburger Urbar (1303–1308 ze Attelwile git je der man), dann 1324 in einer Urkunde des Stiftsarchivs Beromünster (In Attenwile. Item in Attenwile de bono). Der Ortsname geht wohl zurück auf eine althochdeutsche Zusammensetzung Attil(in)-wilari ‚Hofsiedlung des Attilo‘. Die Habsburger besassen sowohl die niedere Gerichtsbarkeit als auch die Blutgerichtsbarkeit und hatten das Dorf dem Amt Willisau zugeteilt. Die Zehnten gingen zum grössten Teil an die Pfarrkirche in Reitnau. Um 1350 entstand das Muhenamt, ein gesonderter Gerichtsbezirk, dem auch Attelwil angehörte.
1415 eroberten die Eidgenossen den Aargau. Attelwil gehörte nun zum Untertanengebiet der Stadt Bern, dem so genannten Berner Aargau. Das Dorf war Teil des Gerichtsbezirks Reitnau im Amt Lenzburg. 1528 führten die Berner die Reformation ein. Beim Franzoseneinfall im März 1798 entmachteten die Franzosen die «Gnädigen Herren» von Bern und riefen die Helvetische Republik aus, die 1803 aufgelöst wurde. Seither gehört Attelwil zum Kanton Aargau. Bis weit ins 20. Jahrhundert hinein prägte die Landwirtschaft das Leben des Dorfes. Zwischen 1850 und 1950 sank die Bevölkerungszahl um über zwanzig Prozent, seit Beginn der 1980er Jahre ist jedoch wieder eine leichte Zunahme zu verzeichnen.
Attelwil verfügte bis 2007 über eine eigene Schule. In einer Volksabstimmung am 26. November 2017 wurde die Fusion mit der Gemeinde Reitnau beschlossen, wobei das Ergebnis mit 89 zu 85 Stimmen äusserst knapp ausfiel.

## Wappen
Die Blasonierung des ehemaligen Gemeinde- und heutigen Ortsteilwappens lautet: «In Gelb schwarzer Adler mit roten Fängen.» Erstmals war das Wappen 1811 auf dem Gemeindesiegel zu sehen. Damals war man der Ansicht, Attelwil habe sich aus einem «Adelhof» entwickelt. Das mittelhochdeutsche adel-ar entwickelte sich zu Adler weiter.

## Bevölkerung
Die Einwohnerzahlen entwickelten sich wie folgt:
| Jahr      | 1798 | 1850 | 1900 | 1930 | 1950 | 1960 | 1970 | 1980 | 1990 | 2000 | 2010 |
| Einwohner | 179  | 282  | 263  | 236  | 219  | 232  | 244  | 238  | 282  | 303  | 299  |

Am 31. Dezember 2018 (am Tag vor der Fusion) lebten 295 Menschen in Attelwil, der Ausländeranteil betrug lediglich 4,1 %. Bei der Volkszählung 2015 bezeichneten sich 63,1 % als reformiert und 16,3 % als römisch-katholisch; 20,6 % waren konfessionslos oder gehörten anderen Glaubensrichtungen an. 98,0 % gaben bei der Volkszählung 2000 Deutsch als ihre Hauptsprache an.

## Verkehr
Attelwil liegt an der Kantonsstrasse 325 zwischen Staffelbach und Reitnau. Die Hauptstrasse 24 zwischen Aarau und Sursee verläuft einen Kilometer östlich des Dorfes. Die Anbindung an den öffentlichen Verkehr erfolgt durch eine Postautolinie von Schöftland über Attelwil zum Bahnhof Sursee.

## Persönlichkeiten
- Hans Hunziker (1878–1941), Arzt und Hochschullehrer